# Ліві (політика)
Ліві, також ліви́ця, — окреслення політичних сил, що проголошують ідеали соціальної рівності та егалітаризму, часто на противагу соціальній ієрархії. Загалом, ліві політичні позиції зазвичай передбачають турботу про тих, хто перебуває в невигідному суспільному становищі щодо інших і припущення, що існують невиправдані нерівності, які треба зменшити або усунути. Протилежністю лівим є праві, які, навпаки, розглядають ці нерівності як природні або традиційні.

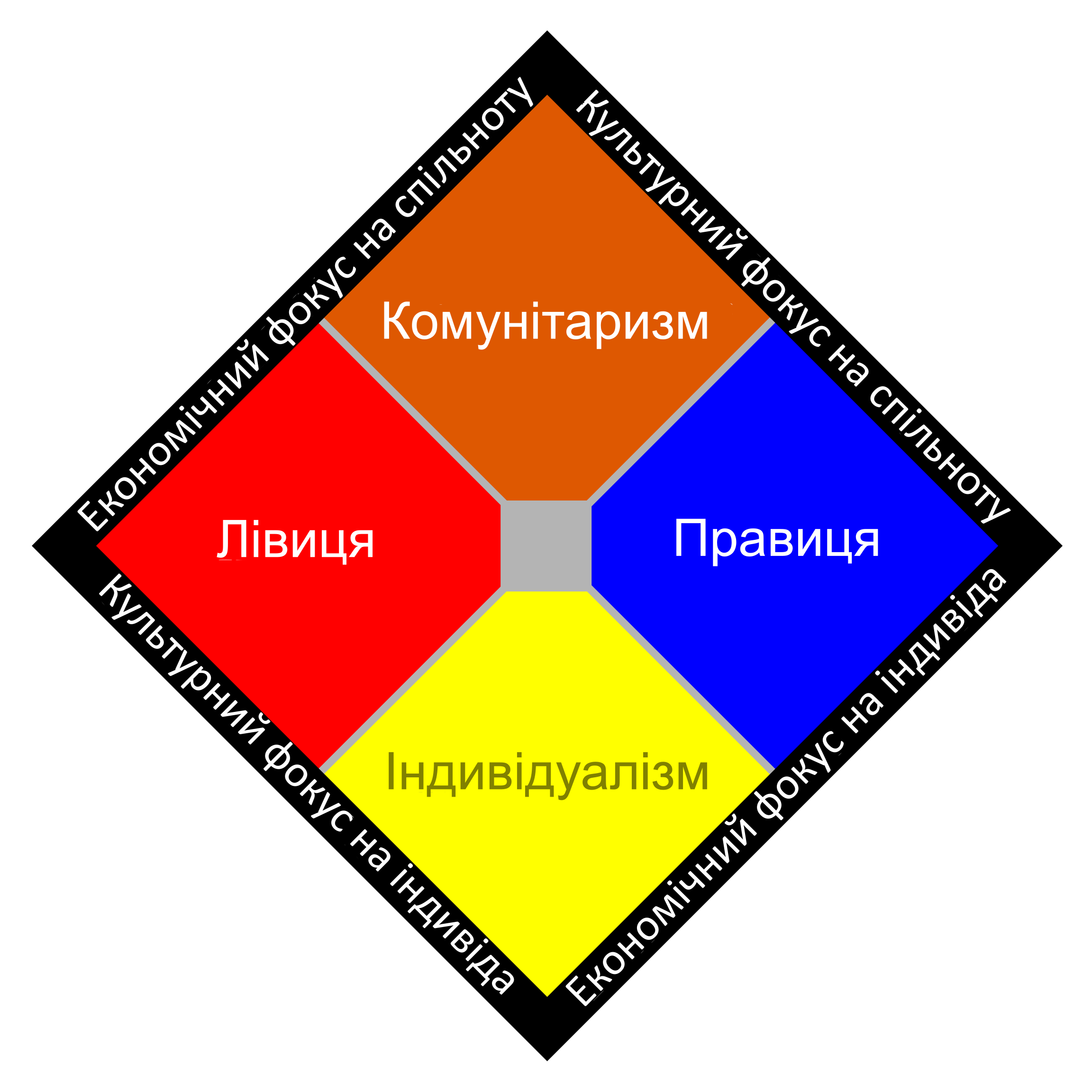
Ліві/лівиця в політичному спектрі

Поділ на лівих і правих виник під час Великої французької революції, коли в Генеральних штатах депутати, що представляли третій стан і виступали за радикальні зміни в суспільстві, здебільшого займали місця ліворуч від голови, а їхні супротивники розташовувалися зазвичай праворуч. Після Великої французької революції до лівиці традиційно зараховують політичні рухи соціалістичного, комуністичного, анархістського спрямувань. Упродовж XX століття до «лівих» долучилися соціал-демократичні та різні ліволіберальні партії (приміром, Демократична партія в США чи Лейбористська партія у Великій Британії), а також рухи за громадянські права, антивоєнні та екологічні рухи.

## Критерії визначення
Традиційно приналежність до лівих чи до правих визначають за ставленням до таких пунктів:
- приватної власності;
- посилення експлуатації людини людиною;
- зміцнення влади;
- фактичного закріплення нерівноправності: соціальної, статевої, релігійної, національної нерівності тощо.

У цьому випадку для лівих ці пункти визначаються як:
- усуспільнення громадських за своєю суттю засобів виробництва;
- неприпустимість експлуатації;
- зменшення або обмеження влади, державного насильства;
- збільшення рівня рівноправності та свободи особистості, щодо збільшення ступеня соціального, політичного, релігійного, статевого, національного рівноправ'я тощо.

## Історія

### Виникнення
У політиці термін «ліві» походить з Великої французької революції від звички, започаткованої в Генеральних штатах 1789 року. Там радикальні депутати від третього стану — монтаньяри та якобінці — сиділи здебільшого ліворуч від президентського крісла в парламенті. Протягом XIX століття у Франції основною межею, що розділяла лівих і правих, була прихильність або до республіки, або до монархії. Червневе повстання під час Другої республіки було спробою лівих заявити про себе після революції 1848 року, але лише невелика частина населення підтримала його.
До середини XIX століття ліберали, які виступали як за політичні свободи, так і за свободу підприємництва, теж розглядалися як ліві. Але потім, з розвитком соціалістичних ідей, лівими стали називати насамперед їхніх прихильників, що прагнули до соціальної рівності. Після перевороту Наполеона III у 1851 році і подальшого створення Другої імперії марксизм став змагатися з радикальним республіканством та утопічним соціалізмом за першість у лівій політиці. Впливовий Маніфест комуністичної партії Карла Маркса та Фрідріха Енгельса, опублікований 1848 року, стверджував, що вся людська історія є історією класової боротьби. Вони передбачали, що пролетарська революція врешті-решт повалить буржуазний капіталізм і створить безкласове бездержавне постгрошове суспільство.
1864 року було створене Міжнародне співтовариство робітників, яке ще називають Першим інтернаціоналом. Воно об'єднувало делегатів з різних країн зі спільною метою — досягнення безкласового та бездержавного суспільства. Однак думки про методи його досягнення досить різнились, через що, зокрема, 1876 року відбувся розкол між прихильниками Маркса та Бакуніна. Останній разом з анархістами сформував Міжнародне об'єднання робочих партій або Другий інтернаціонал (1888—1916).

### «Старі ліві»
Термін ввів у науковий обіг американський марксистський соціолог Чарльз Райт Міллз, аби означити традиційні напрями лівої думки, що утворилися до 1930-х.
Річ у тім, що лівиця переживала великий підйом на початку XX століття і, опираючись на промислових робітників і селянство як свою соціальну базу, змогла прийти до влади в ряді країн. Спершу в Росії після Жовтневої революції, а потім у ході Другої світової війни та після неї в країнах Східної та Центральної Європи, а також Азії. В інших країнах (зокрема Франції та Італії), де ліві хоч і не прийшли до влади, існували впливові компартії. Все це змушувало уряди капіталістичних країн у першій половині XX століття постійно боятися «більшовицького перевороту».
Особливістю марксистських старих лівих є важливість створення масової партійної організації, яка вибудовується і діє за бюрократичними принципами з жорсткою внутрішньою дисципліною. Марксистським старим лівим притаманний культ вождя (Сталін, Мао, Троцький, Кім Ір Сен). У випадку анархістів ситуація протилежна — відмова від будь-якої форми організації та дисципліни як захист від вождизму й авторитаризму в масовому децентралізованому русі. Також у старих лівих проявляється тенденція до сектантства й агресивного неприйняття іншої точки зору.
Через усі ці особливості з 1950-х років для старих лівих настає серйозна криза:
- секретна доповідь Хрущова на XX з'їзді викликає розкол у міжнародному комуністичному русі;
- неприйняття політики сталінізму призводить до бунтів у Польщі та Угорщині 1956 р.;
- протистояння КПРС і КПК послаблює і розколює багато комуністичних партій;
- «угодівська» позиція французької та італійської компартій під час кризи 1960-х;
- небажання радянської бюрократії проводити реформи призводить до придушення Празької весни;
- введення військ в Афганістан підриває довіру до СРСР;
- нездатність соціалістів, що прийшли до влади, провести соціалістичні реформи.

У минулому найсильніші компартії Європи — французька та італійська — спочатку різко ослабли, а потім — Італійська компартія саморозпустилася, а Французька компартія майже не має впливу на політичне життя. КПРС саморозпустилася, а деякі колишні її діячі, залишившись на державних посадах, стали провідниками неоліберальних реформ.

### Соціал-демократія
Іншим напрямком розвитку лівиці була соціал-демократія. Загалом, до Першої світової війни «соціал-демократами» називали всіх послідовників лівої ідеології — як марксистів, так і послідовників теорії Лассаля. Таким чином, ця категорія об'єднувала і радикальних революціонерів, як Володимир Ілліч Ленін чи Роза Люксембург, так і помірних еволюціоністів як Карл Каутський чи Едуард Бернштейн. Однак після Жовтневої революції, а особливо в роки «Великої депресії» (як і в повоєнні часи), коли багато держав звернулися за допомогою до соціал-демократичних партій, під ними почали розуміти здебільшого останніх, тобто помірних еволюціоністів, які погодилися на таку співпрацю з капіталістичною державою. Успішним прикладом такої співпраці є Швеція, де вперше повністю соціал-демократичний уряд Ханссона зміг стабілізувати ситуацію всього за два роки, і після цього шведські виборці здебільшого голосують за Соціал-демократичну партію Швеції практично на всіх виборах (до 2006).
Таким чином, засвоївши окремі принципи марксистської теорії (а також ідеали християнського соціалізму), соціал-демократія в сучасному розумінні водночас робить наголос на наявну соціальну справедливість, націоналізацію лише стратегічно важливих підприємств, державне втручання в економіку, соціальне партнерство між працівниками та роботодавцями, демократичне суспільство, ідеологічний плюралізм. За допомогою державного регулювання швидко справлялися з кризовою ситуацією.
Недавній крах східноєвропейських соціалістичних держав привів соціал-демократів у всьому світі до перегляду частини їхніх доктрин, включно з централізованим плануванням і націоналізацією промисловості. Політика деяких соціал-демократичних лідерів, наприклад, «третій шлях» Тоні Блера або Герхарда Шредера, подібно до лібералізму, робить наголос на «середній клас». Більше того, через глобальну економічну кризу та її наслідки соціал-демократичні уряди в економічній політиці почали мало чим відрізнятись від своїх правих опонентів, проводячи ті самі неоліберальні реформи та заходи жорсткої економії.
Звідси, походить наростаюча критика соціал-демократичних партій з боку інших лівих. Зокрема, такі соціальні теоретики як Роберто Унгер пропонують реконструювати соціал-демократичний проєкт, об'єднавши в ньому заново непокірну і гуманістичну складову лівиці для перегляду базових угод між урядом і приватним сектором, без, однак, цілковитого наполягання на одержавленні економіки.
Інші — зокрема, «нові ліві» (див. далі) — у своїй критиці вказують на нездійсненність соціал-демократичного проєкту сьогодні. За ними, він виник в специфічних економічних умовах післявоєнної відбудови Європи із характерною фінансовою допомогою з боку США і соціальними поступками через умови Холодної війни. Нині ж після краху головного антагоніста капіталістичного світу, Радянського Союзу, та глобальної економічної кризи державна влада не зацікавлена йти на минулі поступки робітничому класу і тому соціал-демократи, перебуваючи при владі, приречені на проведення тієї ж неоліберальної політики.

### «Нові ліві»
Нові ліві (термін введений в обіг також Міллзом) — напрямок у політиці, який ототожнює себе з лівою ідеєю, але протиставляється традиційним компартіям і тоталітаризму (старим лівим). Зародився в Західній Європі і США в 1960-х роках. Характеризується критикою історичної ролі робітничого класу та інституційних форм опору, а також містить у собі елементи енвайронменталізму. З новими лівими тісно пов'язані рухи хіпі, фемінізму, захисту прав сексуальних меншин та ін.
Почавши з ненасильницького протесту, до кінця десятиліття багато «нових лівих» перейшло до захоплення екстремізмом. Різні ідеї нових лівих так чи інакше вплинули на деякі традиційні ліві рухи (маоїстів, анархістів тощо). Нові ліві суттєво доклалися до становлення «зелених» партій у Західній Європі, руху альтерглобалістів у 1990-х, а також ліворадикального тероризму 1970-х років (Фракція Червоної Армії в ФРН, Червоні бригади в Італії тощо).
Представники старих лівих критикують нових лівих насамперед за те, що ті віддалилися від робітничого класу та великою мірою зайнялися культурною критикою замість соціальної, через що перетворилися на виразника інтересів дрібної буржуазії, а не пролетаріату.

## Сучасний ідеологічний спектр
Спектр лівої політики простягається від лівоцентристського до крайнього лівого (або ультралівого). Термін лівоцентристів описує перебування в політичному мейнстрімі. Позиції лівих і ультралівих належать до більш радикальних. Лівоцентристи охоплюють соціал-демократів, соціал-лібералів, прогресистів, а також деяких демократичних соціалістів та зелених (зокрема, екосоціалістів). Всі вони прихильні до ринкового розподілу ресурсів зі змішаною економікою при значному державному секторі і процвітаючому приватному секторі. Лівоцентристська політика, як правило, висловлюється на користь обмеженого втручання держави в питання, пов'язані зі суспільним інтересом.
У низці країн термін «крайні ліві» чи «радикальні ліві» був пов'язаний з комунізмом, маоїзмом, автономізмом і анархізмом. Він був використаний для опису груп, що виступають з позицій антикапіталізму, політики ідентичності або екотероризму. У Франції робиться відмінність між лівими (Соціалістична партія і Комуністична партія) і крайніми лівими (троцькісти, маоїсти й анархісти). Часто крайнім лівим неодмінно приписують екстремізм, хоча лише деяка частина з них справді є екстремістами. Так, Департамент внутрішньої безпеки США визначає лівих екстремістів як групи, які хочуть «привести до зміни за допомогою насильницької революції, а не через наявні політичні процеси».
Лівий постмодернізм виступає проти спроб створити універсальні пояснювальні теорії, в тому числі марксизм, висміюючи їх як великі наративи. Він розглядає культуру як оскаржуваний простір і через деконструкцію прагне підірвати всі претензії на абсолютну істину. Ліві критики з постмодернізму за допомогою культурології підтверджують важливість культури, заперечуючи існування незалежної реальності.

## Ліві партії у світі
- Соціалістична партія (Франція)
- Соціал-демократична партія Німеччини
- Партія європейських лівих
- Ліві (Німеччина)
- Коаліція радикальних лівих (Греція)
- Соціалістична партія Каталонії

## Ліві організації та партії в Україні

### Номінально ліві партії
- Комуністична партія України (остаточно заборонена 2022 р.)
- Партія «Об'єднані ліві і селяни» («Справедливість»)
- Соціалістична партія України (заборонена 2022 р.)
- Блок лівих сил України
- Соціалістична Україна
- Союз анархістів України
- Робітнича партія України (марксистсько-ленінська) (заборонена 2022 р.)

### Альтернативне бачення
Зважаючи на сумнівний статус в Україні старих лівих організацій (переважно партійних), що пов'язаний із комерціалізацією та комодифікацією ними радянської спадщини, деякими авторами висувається наступний перелік українських лівих груп (що, природно, складається здебільшого із «нових лівих»):
- Журнали «Спільне», «Політична критика», «Простори».
- Центр візуальної культури.
- Феміністична Офензива (припинила діяльність 2014 р.).
- «Соціальний Рух» (до 2014 р. Соціалістична платформа «Ліва опозиція», до 2015 р. «Асамблея соціальної революції»).
- Політична партія «Республіка» [Архівовано 25 травня 2019 у Wayback Machine.]
- Об'єднання «Боротьба» (припинило легальну діяльність в Україні 2014 р.), ініціатива «Червоні».
- Профспілка «Захист праці», «Українська соціалістична ліга».
- Студентська профспілка «Пряма дія».
- Автономна спілка трудящих (припинила діяльність 2015 р.), близьке до неї Інтернет-видання «Nігіліст».
- Революційна конфедерація анархо-синдикалістів ім. Нестора Махна (припинила діяльність 2014 р.).
- «Чорний стяг» та інші анархістські групи.
- «Екологічна платформа» та інші екоанархістські групи.
- «Автономний Опір» (неактивний після 2018 р.) та інші лівонаціоналістичні ініціативи.
- Антиавторитарні ліві ініціативи проти російського вторгнення: Комітет спротиву, Колективи солідарності.
- Антифашистський спротив.

### Участь лівих у Майдані 2013—2014 років
Артем Чапай в інтерв'ю з анонімним активістом зазначає, що «на Майдані після штурму 11 грудня 2013 р. анархісти з групи „Вільна земля“ зайняли одну з барикад — на Прорізній. … З 19 січня 2014 р. на Грушевського анархісти були на всіх битвах». На Майдані загинув один із анархістів, Сергій Кемський.